# Duque de Atholl
O título Duque de Atholl, no Pariato da Escócia, foi criado em 1703. O título, referente à cidade de Atholl, pela rainha Ana para John Murray, 2.º Marquês de Atholl, com especial lembrança aos herdeiros masculinos do 1º. Marquês.
Atualmente, há 12 títulos subsidiários ligados ao ducado: Lord Murray de Tullibardine (1604), Lord Murray, Gask e Balquhidder (1628), Lord Murray, Balvany e Gask (1676), Lord Murray, Balvenie e Gask, no Condado de Perth (1703), Visconde de Balquhidder (1676), Visconde de Balquhidder, Glenalmond e Glenlyon, no Condado de Perth (1703), Conde de Atholl (1629), Conde de Tullibardine (1628), Conde de Tullibardine (1676), Conde de Strathtay e Strathardle, no Condado de Perth (1703), Marquês de Atholl (1676) e Marquês de Tullibardine, no Condado de Perth (1703). Estes títulos também estão no Pariato da Grã-Bretanha. Os duques também já ocuparam os seguintes títulos: Barão Strange (Pariato da Inglaterra 1628) entre 1736 e 1764 e 1805 e 1957; Barão Murray, de Stanley no Condado de Gloucester, e Conde Strange (Pariato da Grã-Bretanha 1786) entre 1786 e 1957, o Barão Glenlyon, de Glenlyon no Condado de Perth (Pariato do Reino Unido, 1821) entre 1846 e 1957 e Barão Percy (Pariato da Grã-Bretanha, 1722) entre 1865 e 1957. De 1786 a 1957, o Duques de Atholl tiveram assento na Câmara dos Lordes como Conde Strange. A residência oficial e histórica dos duques é o Castelo Blair, em Perth and Kinross.

## Histórico
Os Duques de Atholl pertencem a uma antiga família escocesa. Sir William Murray de Castleton casou com Lady Margaret, filha de John Stewart, 1.º Conde de Atholl (ver Conde de Atholl). Sir William foi um dos muitos nobres escoceses mortos no Batalha de Flodden em 1513. Seu filho Sir William Murray morava na Tullibardine em Perthshire. O neto do último, Sir John Murray, foi criado Lord Murray de Tullibardine em 1604 e Lord Murray, Gask e Balquhidder e Conde de Tullibardine em 1606. Todos os três títulos foram no Pariato da Escócia. Ele foi sucedido por seu filho mais velho, William, o segundo conde. Ele se casou com a sua segunda mulher, Lady Dorothea, filha de John Stewart, 5.º Conde de Atholl. Carlos I concordou em reviver o condado de Atholl em favor das crianças do Lord Tullibardine com Lady Dorothea. Tullibardine consequentemente renunciou seus títulos em favor de seu irmão mais novo, Patrick Murray, que foi criado Lord Murray de Gask e Conde de Tullibardine em 1628, com o restante para qualquer dos seus herdeiros masculinos e, presumivelmente, com a precedência de 1606. John Murray, filho do 2.º conde de Tullibardine com Lady Dorothea Stewart, foi criado Conde de Atholl no Pariato da Escócia, em 1629. Ele foi sucedido por seu filho, o 2.º conde de Atholl. Em 1670 ele foi sucedido por seu primo James Murray, 2.º Conde de Tullibardine, como 3.º (ou 5.º) Conde de Tullibardine. Em 1676 ele foi criado Lord Murray, Balveny e Gask, Visconde de Balquhidder, Conde de Tullibardine e Marquês de Atholl, com o restante dos títulos para os herdeiros do sexo masculino. Todos os títulos estavam no Pariato da Escócia. Lord Atholl casou com Lady Amelia Anne Sophia, filha de James Stanley, 7.º Conde de Derby e primeiro Barão Strange.
Na sua morte, os títulos passaram para o seu filho mais velho, o 2.º Marquês. Ele já havia sido criado Lord Murray, Visconde Glenalmond e Conde de  Tullibardine hereditariamente no pariato da Escócia, em 1696. Em 1703 ele foi feito Lord Murray, Balvenie e Gask, no condado de Perth, Visconde de Balwhidder, Glenalmond e Glenlyon, no Condado de Perth, Conde de Strathtay e Strathardle, no condado de Perth, Marquês de Tullibardine, no condado de Perth, e Duque de Atholl, com os herdeiros masculinos restante na ausência de sua própria para os herdeiros varões de seu pai. Todos os cinco títulos estavam no Pariato da Escócia. Seu filho mais velho sobrevivente e herdeiro, William Murray, Marquês de Tullibardine, participou das batalhas jacobitas de 1715. Ele foi acusado de alta traição e desonrado por lei do Parlamento. Uma lei do Parlamento também foi aprovada para tirá-lo da sucessão de títulos de seu pai. Atholl foi, consequentemente, sucedido por seu terceiro filho, James, o 2.º duque. Em 1736, ele também conseguiu a nomeação de seu parente James Stanley, 10.º Conde de Derby, como 7.º Barão Strange e como Lorde de Mann. Dois filhos do duque morreram na infância. Sua filha mais velha Lady Charlotte sucedeu-lhe no baronato de Strange e do senhorio de Mann. Atholl morreu em 1764 e foi sucedido no ducado e títulos restantes por seu sobrinho, John, 3.º duque. Ele era o filho mais velho de Lord George Murray, sexto filho do primeiro Duque (que tinha sido confiscado por sua participação na rebelião jacobita de 1715), o mesmo ano, ele conseguiu que a Câmara dos Lordes decidira que ele deveria ser autorizado a ter sucessão nos títulos apesar da proscrição de seu pai. Ele se casou com sua prima de primeiro grau, a já mencionada Charlotte Murray, Baronesa Strange. Eles venderam a sua soberania sobre o Ilha de Man à Coroa Britânica por £70.000.
O duque e a duquesa foram ambos sucedidos por seu filho mais velho John, 4.º duque. Em 1786 foi criado Barão Murray, de Stanley no Condado de Gloucester, e Conde Strange no Pariato da Grã-Bretanha. Estes títulos deu-lhe um lugar na Câmara dos Lordes. Atholl vendeu suas propriedades e privilégios restantes na Ilha de Man para a Coroa Britânica por £ 409.000. Ele foi sucedido em sua morte em 1829 por seu filho mais velho, John, o 5.º Duque. Ele já havia sido declarado em 1798 ter sido de uma "mente doentia". O Duque quinto nunca se casou e foi sucedido por seu sobrinho, George Murray, 2.º Barão Glenlyon, o filho mais velho de James Murray, 1.º Barão Glenlyon, segundo filho do 4.º Duque, que tinha sido criado Barão Glenlyon, de Glenlyon no Condado de Perth, no Pariato do Reino Unido em 1821. Lord Glenlyon casou com Lady Emily Frances Percy, filha de Hugh Percy, 2.º Duque de Northumberland e 3.º Barão Percy.
O 6.ºduque foi sucedido por seu filho único, John, o 7.º duque. Em 1865 ele conseguiu ser criado 6.º Barão Percy através de seu referido avô. No mesmo ano ele registrou o sobrenome adicional de Stewart na Lyon Court. Em 1893, ele retomou a ortografia original do título, "Atholl" em vez de "Athole". Ele foi sucedido por seu filho mais velho, mas segundo sobrevivente, John, o 8.º Duque. Ele morreu sem filhos em 1942 e foi sucedido por seu irmão mais novo, James, o 9.º Duque. Ele nunca se casou e em sua morte em 1957, os baronatos de Murray e Glenlyon e condado de Strange se tornaram extintas, o baronato de Percy foi passada para seu parente Hugh Percy, 10.º Duque de Northumberland, enquanto o baronato de Strange caiu em suspenso.
O ducado e títulos restantes foram passados para quarta primo falecido Duque de duas vezes removido, George Murray, o Duque décimo de Atholl. Como todos os títulos ingleses tornaram-se extintos com a morte do 9.º Duque, o 10.º Duque não tinha direito a um assento automático na Câmara dos Lordes, ganhando em 1957 a distinção então infeliz de ser a mais alta classificação dos pares sem um assento na câmara alta do Parlamento. No entanto, já em 1958 Atholl foi eleito Representante dos pares escoceses e foi capaz de ter um assento na Câmara dos Lordes. Através da Peerage Act 1963 todos os pares hereditários escoceses ganharam o direito de sentar-se na Câmara dos Lordes. O 10.º Duque era solteiro e foi sucedido em 1996 por seu primo de segundo grau, uma vez removido, John Murray, 11.° Duque de Atholl. Ele é neto do reverendo Douglas Stuart Murray, irmão de Sir George Murray, bisavô do 10.º Duque. Em sua morte, em 2012, o 11.º Duque foi sucedido por seu filho mais velho, Bruce Murray, 12.º Duque de Atholl

## Condes de Tullibardine - primeira criação (1606)

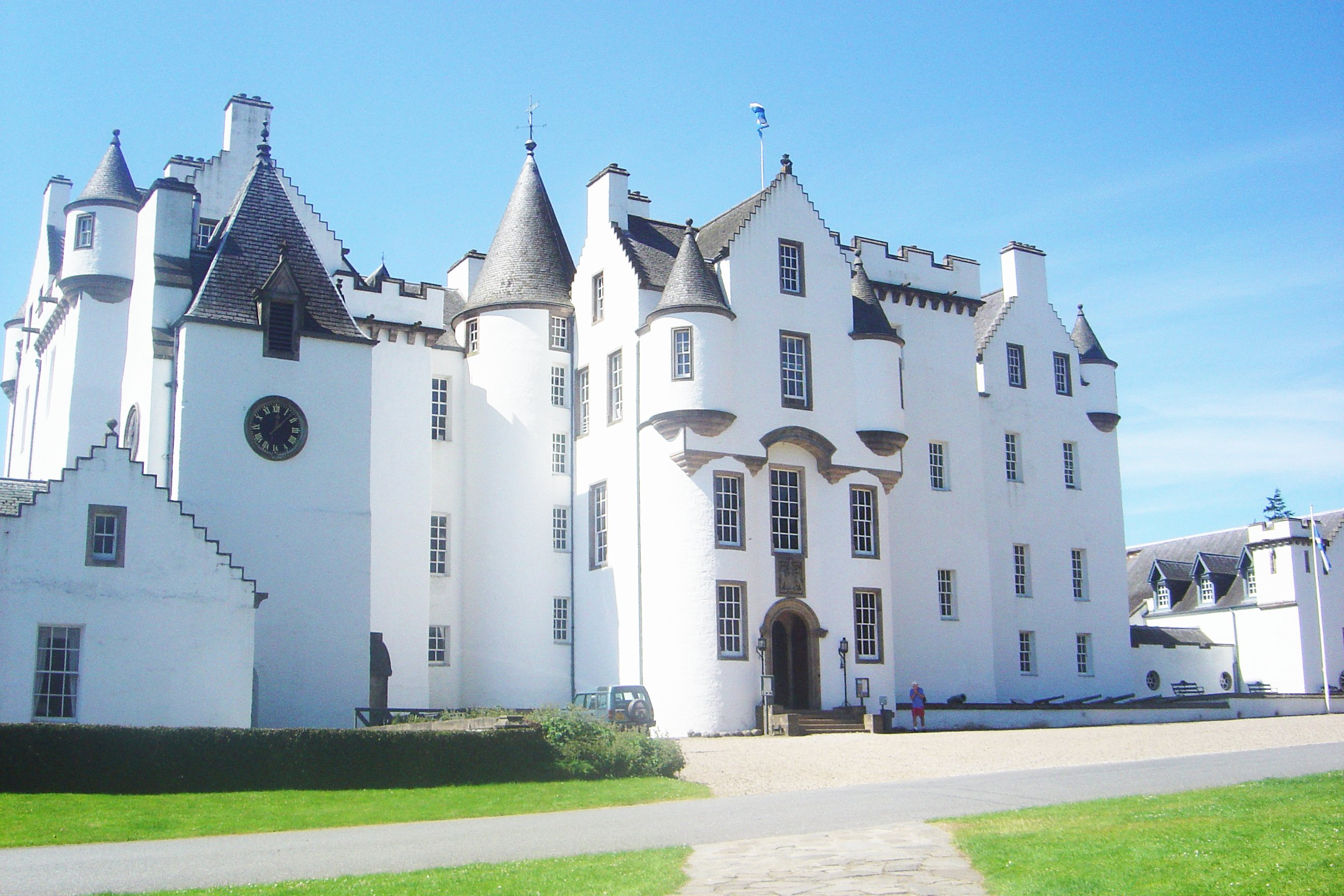
Castelo Blair

- John Murray, 1.º Conde de Tullibardine (d. 1609)
- William Murray, 2.º Conde de Tullibardine (c. 1574–1626)

## Condes de Tullibardine - segunda criação (1628)
- Patrick Murray, 1.º Conde de Tullibardine (1578–1644)
- James Murray, 2.º Conde de Tullibardine (1617–1670)
  - Patrick Murray, Lord Murray e Gask (c. 1644–c. 1661–1664)
  - James Murray, Lord Murray e Gask (c. 1652–c. 1664–1670)
- John Murray, 3.º Conde de Tullibardine (1631–1703)

## Condes de Atholl (1629)
- John Murray, 1.º Conde de Atholl (d. 1642)
- John Murray, 3.º Conde de Tullibardine, 2.º Conde de Atholl (1631–1703)

## Marqueses de Atholl (1676)
- John Murray, 1.º Marquês de Atholl (1631–1703)
- John Murray, 2.º Marquês de Atholl (1660–1724)

## Duques de Atholl (1703)
Outros títulos: Marquês de Tullibardine, Conde de Strathtay e Strathardle, Visconde de Balwhidder, Glenalmond e Glenlyonz e Lord Murray, Balvenie e Gask (Escócia, 1703); Marquês de Atholl, Conde de Tullibardine, Visconde de Balquhidder e Lord Murray, Balvany e Gask (Escócia, 1676); Conde de Atholl (Escócia, 1629); Conde de Tullibardine e Lord Murray, Gask e Balquhidder (Escócia, 1628); Lord Murray de Tullibardine (Escócia, 1604)
- John Murray, 1.º Duque de Atholl (1660–1724)
  -  James Murray, 2.º Duque de Atholl (1690–1764)
  - Lorde George Murray (1694–1760)
    -  John Murray, 3.º Duque de Atholl (1729–1774)
      -  John Murray, 4.º Duque de Atholl (1755–1830)
        -  John Murray, 5.º Duque de Atholl (1778–1846)
        - James Murray, 1º Barão Glenlyon (1782-1837)
          -  George Augustus Frederick John Murray, 6.º Duque de Atholl (1814–1864)
            -  John James Hugh Henry Stewart-Murray, 7.º Duque de Atholl (1840–1917)
              - John Stewart-Murray, Marquês de Tullibardine (1869–1869)
              -  John George Stewart-Murray, 8.º Duque de Atholl (1871–1942)
              - Major Lord George Stewart-Murray (1873–1914)
              -  James Stewart-Murray, 9.º Duque de Atholl (1879–1957)

      - Lord George Murray (bispo) (1761-1803)
        - George Murray (bispo de Rochester) (1784-1860)
          - George Edward Murray (1818–1854)
            - George Murray (1849-1936)
              - George Evelyn Pemberton Murray (1880–1947)
                - George Anthony Murray (1907–1945)
                  -  George Iain Murray, 10.º Duque de Atholl (1931–1996)

            - Douglas Stuart Murray (1853–1920)
              - George Murray (1884–1940)
                -  John Murray, 11.º Duque de Atholl (1929–2012)[1]
                  -  Bruce George Ronald Murray, 12.º Duque de Atholl (* 1960)

O herdeiro aparente do título é Michael Bruce John Murray, Marquês de Tullibardine (* 1985).

## Barões Glenlyon (1821)
- James Murray, 1.º Barão Glenlyon (1782–1837)
- George Augustus Frederick John Murray, 2.º Barão Glenlyon (1814–1864)

### Linha Sucessão
| Line of succession (simplified) |
| --- |
| - John Murray, 1st Marquess of Atholl (1631–1703) - John Murray, 1.º Duque de Atholl (1660–1724) - James Murray, 2.º Duque de Atholl (1690–1764) - Lord George Murray (1694–1760) - John Murray, 3.º Duque de Atholl (1729–1774) - The Rt Rev. Lord George Murray (1761–1803) - The Rt. Rev. George Murray (1784–1860) - Rev. George Edward Murray (1818–1854) - Rev. Douglas Stuart Murray (1853–1920) - George Murray (1884–1940) - John Murray, 11.º Duque de Atholl (1929–2012) - Bruce Murray, 12.º Duque de Atholl (b. 1960) - (1) Michael Bruce John Murray, Marquess of Tullibardine (b. 1985) - (2) Lord David Nicholas George Murray (b. 1986) - (3) Lord Craig John Murray (b. 1963) - (4) Carl Murray (b. 1994) - Sir Herbert Murray (1829–1904) - Gerald Ottway Hay Murray (1868–1951) - Douglas Gerald Murray (1907-1980) - questão masculina na fila - Stewart Hay Murray (1909–1988) - John Stewart Murray (1940–2000) - male issue in line - Peter Gerald Stewart Murray (b. 1944) - questão masculina na fila - Keith Robert Murray (1912-1997) - male issue in line - Rev. Frederick William Murray (1831–1913) - Rev. Frederick Auriol Murray-Gourlay, 25th of Kincraig (1865–1939) - George Ronald Auriol Murray-Gourlay, 26th of Kincraig (1900–1961) - Brian Austin Walter Murray-Gourlay, 27th of Kincraig (1927–1996) - Hugh William Auriol Murray-Gourlay (b. 1960) - Rev. Charles Hay Murray (1869-1923) - Sir Francis Ralph Hay Murray (1908–1983) - Ingram Bernard Hay Murray (b. 1937) - Al Murray (b. 1968) - questão masculina na fila - Rev. Edward Murray (1798–1852) - Charles Edward Gostling Murray (1825–1892) - Rupert Murray (1882–1915) - Anthony Ian Rupert Murray (1914–1993) - questão masculina na fila - Stracey Montagu Atholl Murray (1888–1970) - questão masculina na fila - Fane Robert Conant Murray (1929–2014) - questão masculina na fila - Lord Henry Murray (1767–1805) - Richard Murray (1787–1843) - Henry Murray (1815–1864) - Rev. Arthur Silver Murray (1858–1932) - Arthur Evelyn Francis Murray (1888–1972) - questão masculina na fila - Douglas Vivian Murray (1905–1976) - questão masculina na fila - Very Rev. Lord Charles Murray-Aynsley (1771–1808) - John Murray-Aynsley (1795–1870) - Hugh Percy Murray-Aynsley (1828–1917) - Charles Percy Murray-Aynsley (1862–1936) - Francis Percy Murray-Aynsley (1924–1991) - male issue in line - Charles Murray, 1st Earl of Dunmore (1661–1710) - Conde de Dunmore, por remanescente especial ao Ducado |